# Bydgoszcz-kanalen
Bydgoszcz-kanalen - er en 24.7 km lang kanal mellem byerne Bydgoszcz og Nakło i Polen. Kanalen forbinder floderne Wisła og Oder via floderne Brda og Noteć (sidstnævnte munder ud i Warta, der løber sammen med Oder). Vandspejlet langs kanalen reguleres ved 6 sluser. Kanalen blev bygget 1772-1775, efter ordre fra Frederik den Store af Preussen, efter Preussen havde annekteret det vestlige Polen ved Polens første deling. 
53°07′21″N 18°07′48″Ø / 53.122607°N 18.129995°Ø